# Ananda Coomaraswamy
 (août 2025).
Si vous disposez d'ouvrages ou d'articles de référence ou si vous connaissez des sites web de qualité traitant du thème abordé ici, merci de compléter l'article en donnant les références utiles à sa vérifiabilité et en les liant à la section « Notes et références ».
Ananda Kentish Coomaraswamy (Ānanda Kentish Kumārasvāmī) est un historien de l'art et métaphysicien srilankais représentatif de l'école pérennialiste, né le 22 août 1877 à Colombo et mort le 9 septembre 1947 à Needham (Massachusetts, États-Unis). Spécialiste de l'art indien et cingalais ainsi que de l'hindouisme et du bouddhisme, il a publié des ouvrages théoriques fondamentaux sur ces sujets. Ce faisant, il a contribué à la découverte et à la compréhension de la culture indienne par le monde occidental, aussi bien sur les plans historique, artistique, philosophique que symbolique.
Polyglotte, érudit du pali et du sanskrit, Coomaraswamy est un homme aux multiples facettes : géologue et botaniste de formation, écrivain, critique social, conservateur de musée, collectionneur d'art, et surtout métaphysicien, comme il souhaitait que l'on se souvienne de lui avant tout.

## Biographie
Ananda Coomaraswamy est né à Colombo le 22 août 1877, fils de Sir Muthu Coomaraswamy, juriste et philosophe tamoul srilankais, et d'Elizabeth Beeby, anglaise de naissance. Orphelin de père en 1879, alors qu'il n'était âgé que de deux ans, sa mère décide qu'il recevra une éducation européenne, en Angleterre. Ainsi passe-t-il toute son enfance loin de sa terre natale.
En 1889, à l'âge de douze ans, il est admis au Wycliffe College, une école préparatoire située à Stroud, dans le Gloucestershire. Onze ans plus tard, soit en 1901, il est diplômé en géologie et botanique au University College de Londres.

### Mariages et carrière
Le 19 juin 1902, il épouse Ethel Mary Partridge, une photographe anglaise. Le couple se rend à Ceylan où Coomaraswamy commence des recherches en minéralogie, dans le cadre d'un doctorat. En 1906, ses travaux sont couronnés de succès et il est obtient de titre de Docteur ès sciences. Plus tard, lorsque la « Commission Géologique de Ceylan » est créée, il en devient le premier président. Parallèlement, Coomaraswamy et son épouse collaborent à l'écriture d'un ouvrage consacré à l'art médiéval singhalais, lui se chargeant de la rédaction des textes, elle, des photographies. C'est durant cette période qu'il commence à nourrir un certain ressentiment vis-à-vis de la culture occidentale.
Mais le couple divorce en 1913. Coomaraswamy fait ensuite la connaissance d'une chanteuse anglaise qui interprète des chants indiens sous le nom de scène Ratan Devi. Ils se marient et ont deux enfants, un garçon et une fille, Narada et Robini. La famille s'installe aux États-Unis en 1917, où Coomaraswamy est nommé conservateur au musée des Beaux-Arts à Boston. Mais il est bientôt frappé par deux deuils successifs : son fils est tué dans un accident d'avion et sa femme, déjà affaiblie par la maladie, décède peu après.
En novembre 1922, il célèbre son troisième mariage, avec une artiste américaine nommée Stella Bloch, de 20 ans sa cadette. Durant les années 1920, le couple vit simultanément dans deux mondes différents : d'un côté, ils mènent une vie de bohème, côtoient le milieu artistique new-yorkais et se lient d'amitié avec le photographe Alfred Stieglitz (1864-1946) ; de l'autre, Coomaraswamy étudie le sanskrit et le pâli, afin d'approfondir sa connaissance des textes sacrés indiens et de les comparer aux textes sacrés occidentaux. En outre, trouvant aussi le temps d'écrire, il rédige des notices et des catalogues pour le musée de Boston et publie également deux ouvrages, L'Histoire de l'Inde et L'Art Indonésien, parus tous deux en 1927.
En 1930, c'est un nouveau divorcent mais les anciens époux conservent des liens d'amitié. En novembre de la même  année, Coomaraswamy se remarie avec Luisa Runstein, une photographe argentine, sa cadette de 28 ans, dont le pseudonyme professionnel est Xlata Llamas. Ils ont un fils, Rama Ponnambalam Coomaraswamy (1929-2006), lequel deviendra chirurgien, puis psychiatre, se convertira au catholicisme (après la mort de son père), ralliant le catholicisme traditionaliste, et publiera des ouvrages sur ce thème.

### Fin de vie
En 1933, A.K. Coomaraswamy est nommé membre du département de recherche en arts indien, perse et islamique du Musée de Boston. Il poursuit son activité de conservateur jusqu'à sa mort, survenue à Needham, Massachusetts, le 9 septembre 1947.

## Travaux
Dans un premier temps, Ananda Coomaraswamy se consacre essentiellement à des études sur l'histoire de l'art, tant l'art bouddhique que l'art hindou. Par la suite, il élargit sa réflexion dans le sens du pérennialisme, faisant de l'hindouisme et du bouddhisme les rameaux d'une même tradition primordiale.

### Production sur les arts
Sa contribution à la connaissance des arts, de la littérature et de la pensée religieuse orientales est considérable. Dès son retour à Ceylan, en 1902, s'inspirant de la pensée de William Morris en matière d'arts décoratifs, il fut le premier à se consacrer à l'étude du patrimoine culturel de l'artisanat cinghalais, secondé par son épouse.
Élargissant son champ d'investigation jusqu'en Inde voisine, où il se sentait près de ses racines, il fit partie du cercle artistique qui gravitait autour du poète Rabindranath Tagore (1861-1941), prix Nobel de littérature en 1913. Il était aussi proche de certains militants du mouvement Swadeshi, défendant un concept d'autarcie économique et appelant à un boycott des produits britanniques afin de lutter pour l'indépendance de l'Inde.
Dans le domaine de ses recherches sur le plan culturel, il fit, durant les années 1920, des découvertes majeures en histoire de l'art indien, en établissant une distinction entre les peintures rajput et mogholes. Aujourd'hui encore, son livre Rajput Painting reste un ouvrage de référence. Dans le même temps, il rassembla un nombre important de peintures de ces deux écoles, dont il fit par la suite don au musée des Beaux-Arts de Boston lorsqu'il y fut engagé en qualité de conservateur en 1917.
Durant l'année 1932, il produisit deux types d'écrits : d'une part des documents relevant du domaine de la conservation (brochures, notices...); d'autre part, une double introduction aux arts et à la culture indiens, à travers une série d'essais rassemblés sous le titre La Danse de Çiva (The Danse of Shiva), et qui sont régulièrement réédités.

### Vers le pérennialisme
À partir de 1932 et jusqu'à sa mort en 1947, son approche spirituelle évolua considérablement, entraînant un changement profond de sa personnalité. Fortement influencé par les écrits du métaphysicien René Guénon, avec lequel il entretint des relations suivies, il fut l'un des fondateurs de ce qu'on appellera plus tard l'« école pérennialiste » ou « traditionaliste ».
Ses ouvrages, traitant d'art, de culture, de symbolisme, de métaphysique, de mythes et de folklore, proposent une piste de réflexion très riche. Il fut tout à la fois orientaliste, médiéviste, helléniste, latiniste. Il s'efforça de démontrer que la « Tradition primordiale » est la source commune de toutes les religions et traditions, d'Orient comme d'Occident. Pour se définir lui-même, il disait: « En fait, je pense tout à la fois comme un Asiatique et un Judéo-Chrétien, en sanskrit, en pâli, en perse, en chinois, en grec et latin ».
Parallèlement à cette œuvre féconde, destinée à un lectorat restreint, il produisit également des écrits à caractère polémique pour un public plus large, par exemple la série d'essais regroupés sous le titre Why exhibit Works of Arts ?, publiés en 1943.

## Le pérennialisme
L'étude approfondie du symbolisme et de la métaphysique a conduit Ananda Coomaraswamy – en complément à sa connaissance pénétrante du patrimoine spirituel de l'Orient – à étudier de près les écrits de Platon, Plotin, saint Augustin, Thomas d'Aquin, Maître Eckhart et les autres mystiques rhénans, ainsi que bien d'autres philosophes, docteurs de l'Église, mystiques et métaphysiciens occidentaux.
Quand on lui demandait de se définir lui-même, il disait être « un métaphysicien », faisant par là référence à son intérêt pour la philosophia perennis. Il est considéré comme l'un des fondateurs du courant pérennialiste, au même titre que René Guénon et Frithjof Schuon. Cependant, en tant que chercheur, Coomaraswamy s'est toujours conformé aux usages académiques en matière de sources, contrairement à René Guénon, dont la démarche était différente. Néanmoins, les deux œuvres sont complémentaires. Plusieurs articles posthumes de Coomaraswamy furent publiés dans la revue trimestrielle de langue anglaise Studies in Comparative Religions.
Hindou par son père et Européen par sa mère, ses travaux démontrent qu'il avait naturellement intégré les deux modes de pensée. Il a d'ailleurs défendu l'idée que le Vedânta et le platonisme relevaient l'un et l'autre d'une seule et même origine. Il a également contribué à une réhabilitation du bouddhisme originel, particulièrement aux yeux de René Guénon qui, jusqu'alors, le considérait comme une école spirituelle hétérodoxe ayant dévié de l'hindouisme, du fait d'une révolte de la caste des kshatriyas contre celle des brahmanes. Les travaux de Coomaraswamy ont montré qu'il n'en était rien, que l'hindouisme et le bouddhisme étaient l'un et l'autre issus de la même source principielle.
Ananda Coomaraswamy n'a cessé d'œuvrer dans le sens d'un rapprochement intellectuel et spirituel entre l'Orient et l'Occident, étant convaincu de l'unité transcendante des religions.

## Regards croisés
Aujourd'hui, A.K. Coomaraswamy est considéré comme un historien de l'art important[Par qui ?]. Il a contribué à la découverte des arts orientaux par les Occidentaux. Grâce à lui, les collections en art perse des musées Freer, de Washington, et des Beaux-Arts de Boston se sont enrichies.
Plusieurs auteurs, dont le sociologue français Armand Mattelart (né en 1936) dans son Histoire de la société de l'information, mentionnent Ananda Coomaraswamy comme l'introducteur, dès 1913, du terme « post-industriel »,,. De fait, le vocable apparait en 1914 dans le titre d'un recueil co-publié à Londres par Coomaraswamy et Arthur Penty, Essays in Post-Industrialism: A Symposium of Prophecy concerning the Future of Society ; en 1922, Penty reprend le sujet dans un ouvrage intitulé Post-Industrialism, où il crédite explicitement Coomaraswamy (p. 14) de l'invention du mot. Chez le penseur ceylanais, ce néologisme exprime l'espoir d'une société décentralisée, renouant avec la diversité culturelle, par opposition à la centralisation et à l'uniformisation imputées à la civilisation industrielle. L'expression réapparait dans les années 1960, dans un contexte intellectuel différent.
Le professeur de philosophie et anarchiste anglais John Moore (1957-2002), un des théoriciens de l'anarchisme moderne, présente Coomaraswamy, dans son anthologie inachevée I am not a Man, I am Dynamite ! Friedrich Nietzsche and the Anarchist Tradition, comme « un critique d'art indien ayant su combiner : l'esprit individualiste épris de renouveau spirituel d'un Nietzsche et la vision anarchiste d'un Kropotkine (1842-1921) avec les idéaux religieux asiatiques, afin d'exprimer son opposition à la colonisation britannique et aussi à l'industrialisation ».
L'indianiste et celtologue allemand Heinrich Zimmer (1890-1943) parle d'Ananda Coomaraswamy comme de « ce noble érudit qui continue à nous porter sur ses épaules ».

## Œuvres (traductions en français)
Les écrits de Ananda Coomaraswamy sont très nombreux, et ont été rédigés en anglais. De nombreuses traductions en français sont disponibles. Le plus souvent, il s'agit de regroupements d'essais, ayant paru séparément à l'origine. De ce fait, le titre en français peut ne pas être l'exacte traduction du titre de la première parution en anglais.

### Ouvrages publiés chez Archè (Milan)
- L'Arbre inversé  (essai), 60 p. (1984) -  (ISBN 88-7252-014-2)
- Aspects de l'hindouisme (six essais), 96 p. (1988) -  (ISBN 88-7252-019-3)
- Autorité spirituelle et pouvoir temporel dans la perspective indienne (essai), pp. 160 (1985) -  (ISBN 88-7252-022-3)
- Une nouvelle Approche des Védas. Essai de traduction et d'exégèse, pp. 224 (1994) -  (ISBN 88-7252-169-6)
- La Signification de la mort. Études de psychologie traditionnelle, pp. 168 (2001) -  (ISBN 88-7252-229-3)
- Les symboles fondamentaux de l'Art Bouddhiste, pp. 176 (2005) -  (ISBN 88-7252-266-8)
- La théorie médiévale de la Beauté, pp. 104 (1997) -  (ISBN 88-7252-181-5)
- Plusieurs articles de A.K. Coomaraswamy ont été repris dans la revue La Règle d'Abraham, (publiée par Archè entre 1996 et 2011). Voir en particulier les numéros 1 à 8, 10, 12 et 19.

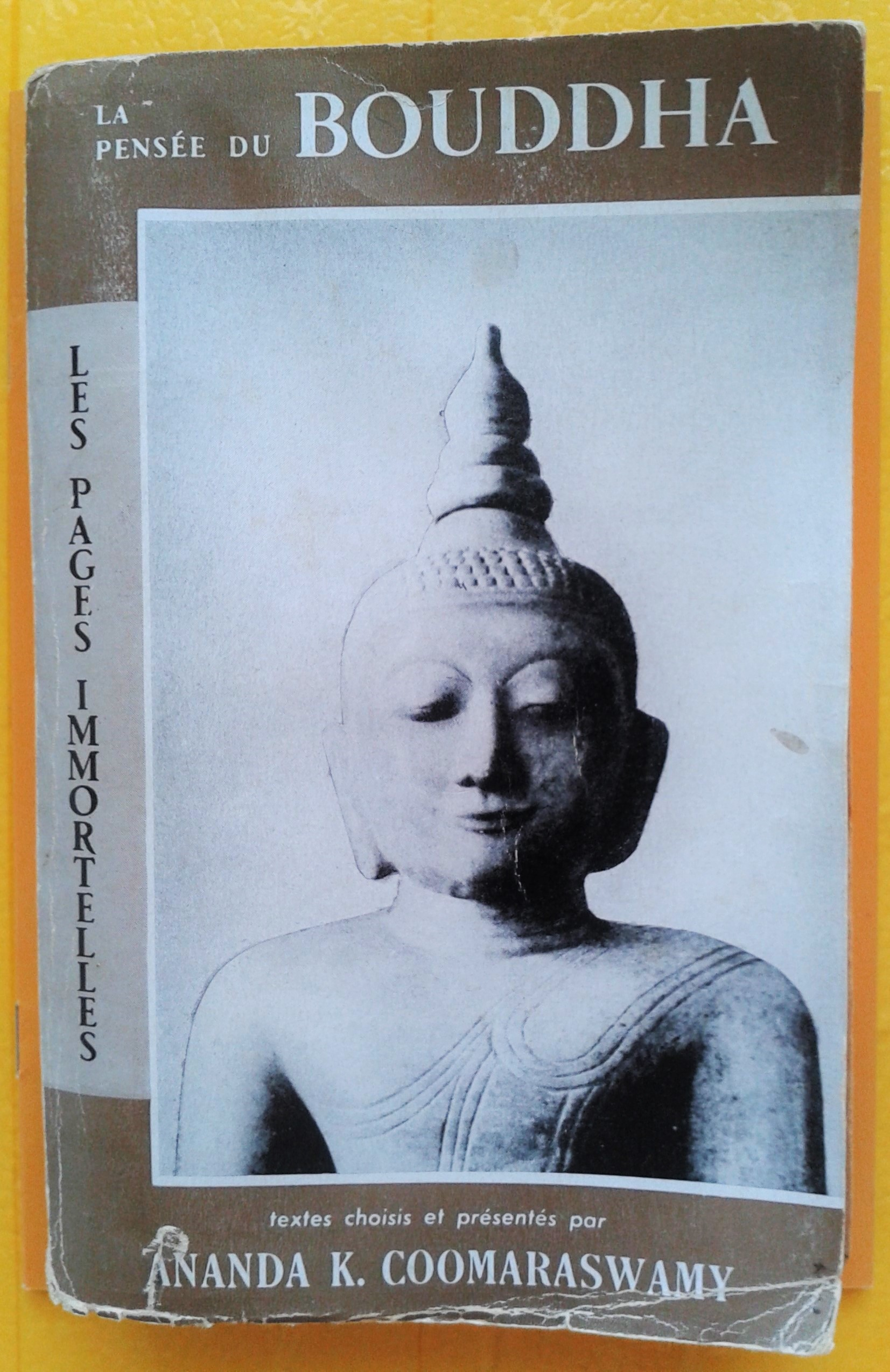
A.K Coomaraswamy et I.B. Horner (Traduit de l'anglais par J. Buhot) La Pensée du Bouddha. Couverture de l'édition originale en français. Éditions CORRÊA. Paris. 15 avril 1949.

### Chez d'autres éditeurs
- Suis-je le gardien de mon frère ?, 160 p., Pardès éditeur (2003)
- La philosophie chrétienne et orientale de l'art, Pardès (1990)
- La Danse de Çiva, l'Harmattan (première édition en 1922 )
- La doctrine du sacrifice, Dervy Livres (1978)
- Le temps et l'éternité, Dervy Livres, 1976
- La Porte du ciel, Dervy Livres, 2008
- Peindre ce qui n'est pas dans les couleurs. 5 essais sur les principes et la pratique de l'art en Inde, Dervy, 2019
- Transformation de la Nature en Art. Les théories de l'art en Inde, Chine et Europe médiévale, L'Âge d'Or-Delphica (1994)
- La sculpture de Bharhut, Vanoest, 1956
- La Pensée du Bouddha [« The Living Thoughts of Gotama the Buddha [1948] »] (trad. J. Buhot, Textes choisis et présentés par A.K. Coomaraswamy et I.B. Horner), Paris, Éditions Corrêa, 1949, 308 p. (ASIN B004430YFA)
- Hindouisme et bouddhisme (traduit de l'anglais par R.Allar et P.Ponsoye), Paris, Gallimard, N.R.F, coll. « Idées », 1949 (1re éd. coll. « Folio Essais »), 187 p. (présentation en ligne)Présentation en ligne par Jean Filliozat, 1950.
- Pour comprendre l'art hindou, Rennes, éd. AWAC, 1979 [Bossard, 1926]
- Les Arts et les Métiers de l'Inde et de Ceylan, Vromant et Cie, 1924
- La danse de Çiva : quatorze essais sur l’Inde, Paris 1922
- « Notice sur l'entité et les noms de Çiva » in Ars Asiatica N°III. « Sculptures çivaïtes ». Études et Documents publiés sous la direction de Victor Goloubew. Textes d'Auguste Rodin, Ananda Coomaraswamy, E. B. Havell et Victor Goloubew, Bruxelles et Paris, Librairie nationale d'Art et d'Histoire G. Van Oest et Cle, éd., 1921, XLII pi. h. t., in-8°. [lire en ligne (page consultée le 21 mars 2025)]